# Зимовий чемпіонат СРСР зі спортивної ходьби 1985

## Медалісти

### Чоловіки
| Дисципліна                              | Золото                          | Золото  | Срібло                    | Срібло  | Бронза                         | Бронза  |
| --------------------------------------- | ------------------------------- | ------- | ------------------------- | ------- | ------------------------------ | ------- |
| Спортивна ходьба 10000 метрів (стадіон) | Франц Костюкевич Білоруська РСР | 39.44,5 | Олександр Бояршинов РРФСР | 39.47,2 | Віктор Мостовик Молдавська РСР | 39.56,0 |

### Жінки
| Дисципліна                             | Золото                                  | Золото  | Срібло                                | Срібло  | Бронза              | Бронза  |
| -------------------------------------- | --------------------------------------- | ------- | ------------------------------------- | ------- | ------------------- | ------- |
| Спортивна ходьба 5000 метрів (стадіон) | Олександра Григор'єва-Деверинська РРФСР | 22.14,7 | Наталія Сербіненко УРСР Донецька обл. | 22.15,2 | Ольга Криштоп РРФСР | 22.19,0 |

## Медальний залік
| Команда        |   |   |   | Загалом |
| -------------- | - | - | - | ------- |
| РРФСР          | 1 | 1 | 1 | 3       |
| Білоруська РСР | 1 | 0 | 0 | 1       |
| УРСР           | 0 | 1 | 0 | 1       |
| Молдавська РСР | 0 | 0 | 1 | 1       |

## Командний залік
Командний залік офіційно не визначався.